# Idioma heilchuco
El heilchuco o más precisamente heilchuco-oowekyala (heiltsuk-oowekyala) es una lengua wakash del norte (kwakiutlan) hablada en la región de la costa central de Columbia Británica por los heilchucos así como sus parientes wuikinuxv (oweekeno), en Canadá Occidental. Tiene dos dialectos, heilchuco (también llamado con los nombres heiltsuk y bella bella) y oowekyala (wuikyala), que a diferencia de otras lenguas wakash son tonales . No tiene un nombre tradicional, por lo que los lingüistas utilizan la construcción con guion heiltsuk-oowekyala. Ethnologue llama a este idioma "heiltsuk", con el dialecto Bella Bella (heiltsuk) denominado "heiltsuk del Norte" y el dialecto oowekyala denominado "heiltsuk del Sur".
El heilchuco [ɦiɬtsʰaqʷ]> lo hablan los pueblos Bella Bella [pʰəlbálá] y los haihais [xíxís]; el oowekyala [ʔuwíkʼala] es hablado por los wuikinuxv [ʔuwikʼinuxʷ].

## Fonología
El heiltsuk-oowekyala, como el nuxálk (Bella Coola), permite largas secuencias de obstruyentes, como en la siguiente palabra de 7 obstruyentes de la variedad oowekyala:
[t͡sʼkʷʼχtʰt͡ɬkʰt͡sʰ]  'el invisible aquí conmigo será corto'   (Howe 2000: 5)
 : kxlqsłcxʷ - me encendiste una cerilla

## Sistema de escritura
La ortografía adoptada por el Centro Cultural Educativo Heiltsuk fue diseñada por John C. Rath, consultor lingüístico del Centro Cultural Heiltsuk en las décadas de 1970 y 1980.
| b  | p | p̓ | m | ṃ́ | ṃ | m̓  | ṃ̓  | d  | t  | t̓ | n | ṇ́ | ṇ | n̓ | ṇ̓ | z | c  | c̓  | λ  |
| ƛ  | ƛ̓ | ɫ | l | ḷ́ | ḷ | l̓  | ḷ̓  | g  | k  | k̓ | x | y | í | i | y̓ | i̓ | gv | kv | k̓v |
| xv | w | u | ú | w̓ | u̓ | ǧv | qv | q̓v | x̌v | ǧ | q | q̓ | x̌ | h | á | a | h̓  | a̓  |    |

En la ortografía de Rath, las letras lambda λ, ƛ, ƛ̓ pueden reemplazarse por dh, th, t̓h si no son accesibles desde el teclado. Lo mismo ocurre con ɫ, que puede sustituirse por lh. 
| a | b | c | c̓  | d  | dh | g  | h | i  | k | kv | k̓ | k̓v | l | lh | l̓  | m | m̓  | n | n̓ |
| p | p̓ | q | qv | q̓  | q̓v | s  | t | th | t̓ | t̓h | u | w  | w̓ | x  | xv | x̌ | x̌v | y | y̓ |
| z | ǎ | ǧ | ǧv | əl | əm | ən |   |    |   |    |   |    |   |    |    |   |    |   |   |